# Veintiocho de Julio
Veintiocho de Julio, aussi stylisé 28 de Julio, est une localité rurale argentine située dans le département de Gaiman, dans la province de Chubut.

## Caractéristiques
La localité est située près de la zone rurale de Maesteg et comprend dans la zone, plusieurs éléments de la colonisation galloise en Argentine, tels que des chapelles et des cimetières, entre autres. En outre, vous pouvez trouver ici une école rurale existant depuis les premières décennies du XXe siècle. Elle communique avec Dolavon à l'est, au nord, en traversant un pont sur le río Chubut avec la route nationale RN25 et par la route provinciale 7, au sud avec la barda et à l'ouest avec la zone de Boca Toma.
Son activité est principalement concentrée dans le secteur de l'agriculture et de l'élevage. Elle possède également un petit parc industriel où sont implantées trois entreprises qui emploient la plupart des habitants. Plus tard, une entreprise souhaita s'installer pour produire du sable pétrolifère.

## Démographie
La localité compte 797 habitants (Indec, 2010), ce qui représente une forte augmentation de 117 % par rapport au recensement précédent de 2001 qui comptait 110 habitants.